# Nam vương Quốc tế 2017
Nam vương Quốc tế 2017 là cuộc thi Nam vương Quốc tế lần thứ mười hai được tổ chức vào ngày 30 tháng 4 năm 2018 tại National Theater of Yangon, Yangon, Myanmar. Seung Hwan Lee đến từ Hàn Quốc đăng quang ngôi vị Nam vương Quốc tế thứ mười hai.

## Kết quả
| Thứ hạng                          | Thứ hạng | Thứ hạng | Thứ hạng |
| Hạng                              | Thí sinh |          |          |
| --------------------------------- | --- | -------- | -------- |
| Mister International 2017         | - Hàn Quốc — Seung Hwan Lee |          |          |
| Á vương 1                         | - Colombia — Manuel Molano |          |          |
| Á vương 2                         | - Nam Phi — Dwayne Geldenhuis |          |          |
| Top 5                             | - Thụy Sĩ — Alessio Costantini - Việt Nam — Trần Minh Trung |          |          |
| Top 10                            | - Nhật Bản — Taizan Matsuura - Nicaragua — Elvis Murillo - Philippines — Renz Lansangan - Puerto Rico — Joseph Disdier - Venezuela — Ignacio Milles                      |          |          |
| Top 16                            | - Ba Lan — Arkady Zadrożny - Hà Lan — Jeremy Lensink - Indonesia — Alvalino Kasenda - Liban — Michael Khouri - México — Armando Osuna § - Tây Ban Nha — Rubén Castillero |          |          |
| Giải thưởng đặc biệt              | |          |          |
| Giải thưởng                       | Thí sinh |          |          |
| Best National Costume             | - Thái Lan — Paran Pitijirakun |          |          |
| Mister Congeniality               | - Hà Lan — Jeremy Lensink |          |          |
| Mister Photogenic                 | - Brasil — Leonardo Nobre |          |          |
| Missosology People's Choice Award | - Philippines — Raven Renz Lansangan |          |          |

§ – Fan Vote tự động đủ điều kiện vào Top 16

## Các thí sinh
36 thí sinh dự thi.
| Quốc gia/vùng lãnh thổ | Thí sinh           | Tuổi | Chiều cao               | Quê quán              |
| ---------------------- | ------------------ | ---- | ----------------------- | --------------------- |
| Ấn Độ                  | Darasing Khurana   | 25   | 1,85 m (6 ft 1 in)      | Parbhani              |
| Ba Lan                 | Arkady Zadrożny    | 22   | 1,85 m (6 ft 1 in)      | Białystok             |
| Bỉ                     | Robby Voets        | 23   | 1,83 m (6 ft 0 in)      | Tongeren              |
| Bolivia                | Rubén Herrera      | 25   | 1,87 m (6 ft 1+1⁄2 in)  | Santa Cruz            |
| Brasil                 | Leonardo Nobre     | 29   | 1,85 m (6 ft 1 in)      | Natal                 |
| Colombia               | Manuel Molano      | 26   | 1,88 m (6 ft 2 in)      | Bogotá                |
| Cộng hòa Dominica      | Kenny Rodríguez    | 28   | 1,88 m (6 ft 2 in)      | Caballeros            |
| El Salvador            | Miguel Arévalo     | 23   | 1,78 m (5 ft 10 in)     | Ahuachapán            |
| Guam                   | Jaren Guerrero     | 25   | 1,78 m (5 ft 10 in)     | Yigo                  |
| Hà Lan                 | Jeremy Lensink     | 26   | 1,88 m (6 ft 2 in)      | Arnhem                |
| Hàn Quốc               | Seung Hwan Lee     | 23   | 1,83 m (6 ft 0 in)      | Seoul                 |
| Hoa Kỳ                 | Nelson Rivera      | 27   | 1,83 m (6 ft 0 in)      | Orlando               |
| Hồng Kông              | Sean Lee           | 28   | 1,87 m (6 ft 1+1⁄2 in)  | Hong Kong             |
| Indonesia              | Alvalino Kasenda   | 22   | 1,78 m (5 ft 10 in)     | Tomohon               |
| Liban                  | Michael Khouri     | 25   | 1,84 m (6 ft 1⁄2 in)    | Beirut                |
| Malta                  | Malcolm Camilleri  | 26   | 1,84 m (6 ft 1⁄2 in)    | Ħamrun                |
| México                 | Armando Osuna      | 23   | 1,90 m (6 ft 3 in)      | Culiacán              |
| Myanmar                | John Ko Ko         | 22   | 1,83 m (6 ft 0 in)      | Yangon                |
| Nam Phi                | Dwayne Geldenhuis  | 23   | 1,83 m (6 ft 0 in)      | Johannesburg          |
| Nepal                  | Sajid Alam         | 24   | 1,83 m (6 ft 0 in)      | Biratnagar            |
| Nhật Bản               | Taizan Matsuura    | 27   | 1,84 m (6 ft 1⁄2 in)    | Osaka                 |
| Nicaragua              | Elvis Murillo      | 29   | 1,85 m (6 ft 1 in)      | Granada               |
| Panama                 | Husam Ahmad        | 22   | 1,84 m (6 ft 1⁄2 in)    | Penonomé              |
| Perú                   | Juan Herbert       | 21   | 1,83 m (6 ft 0 in)      | Lima                  |
| Pháp                   | Jordane Reiser     | 27   | 1,86 m (6 ft 1 in)      | Metz                  |
| Phần Lan               | Aki Parviainen     | 26   | 1,85 m (6 ft 1 in)      | Riihimäki             |
| Philippines            | Renz Lansangan     | 20   | 1,82 m (5 ft 11+1⁄2 in) | Mabalacat             |
| Puerto Rico            | Joseph Disdier     | 23   | 1,86 m (6 ft 1 in)      | San Lorenzo           |
| Cộng hòa Séc           | Matyáš Hložek      | 23   | 1,86 m (6 ft 1 in)      | Praga                 |
| Singapore              | Marvin Soh         | 25   | 1,80 m (5 ft 11 in)     | Pasir Ris             |
| Tây Ban Nha            | Rubén Castillero   | 24   | 1,87 m (6 ft 1+1⁄2 in)  | Bilbao                |
| Thái Lan               | Paran Pitijirakun  | 27   | 1,86 m (6 ft 1 in)      | Băng Cốc              |
| Thụy Sĩ                | Alessio Costantini | 25   | 1,86 m (6 ft 1 in)      | Begnins               |
| Trung Quốc             | Yang Zhenhuan      | 21   | 1,87 m (6 ft 1+1⁄2 in)  | Tai'an                |
| Venezuela              | Ignacio Milles     | 27   | 1,88 m (6 ft 2 in)      | Caracas               |
| Việt Nam               | Trần Minh Trung    | 25   | 1,82 m (5 ft 11+1⁄2 in) | Thành phố Hồ Chí Minh |